# Danh sách thằn lằn cá

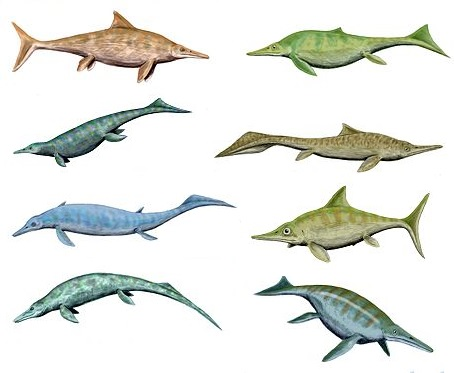

Dưới đây là danh sách toàn bộ các chi thằn lằn cá thuộc họ Ichthyosauria hoặc liên họ Ichthyopterygia. Danh sách này bao gồm cả những chi mà bây giờ không được xem là thương long, hoặc đang trong vòng nghi ngờ (nomen dubium), hoặc chưa được công bố chính thức (nomen nudum), cũng như những tên gọi khác của chúng. Danh sách này hiện có 120 chi.

## Phạm vi và thuật ngữ
Hiện không có danh sách chính thức nào về các chi thằn lằn cá. Danh sách đầy đủ nhất hiện nay là phần "Ichthyosauromorpha" của Mikko Haaramo's Phylogeny Archive.
Các thuật ngữ kỹ thuật được sử dụng tại đây gồm:
- Đồng nghĩa thứ: là một tên mô tả một đơn vị phân loại giống như một tên đã được công bố trước đó. Nếu hai hay nhiều chi đã được phân loại chính thức và được đặt tên nhưng sau này lại gộp thành một chi, thì tên đầu tiên được công bố là đồng nghĩa sơ, tất cả các trường hợp khác là đồng nghĩa thứ. Chỉ trong những trường hợp đặc biệt (xem Tyrannosaurus), đồng nghĩa thứ mới được sử dụng, tất cả các trường hợp khác, đồng nghĩa sơ chiếm vị trí ưu tiên, kể cả khi bị phản đối. Thường thì đồng nghĩa thứ mang tính cách cá nhân, trừ trường hợp 2 đồng nghĩa thứ cùng mô tả một chi.
- Nomen nudum (tiếng Latinh có nghĩa "tên chưa có căn cứ"): là một tên đã xuất hiện trong in ấn nhưng vẫn chưa được công bố chính thức bởi các tiêu chuẩn của ICZN. Nomina nuda (số nhiều của nomen nudum) chưa được xem là hợp lệ, và do đó không được in nghiêng trong danh sách này như những tên chính thức. Nếu sau đó nó được công bố hợp lệ, không còn là nomen nudum, thì nó sẽ được in nghiêng. Thường thì tên chính thức sẽ không giống với bất kì nomina nuda nào.
- Tên tiền hữu: là một tên được chính thức công bố, nhưng sau đó phát hiện ra (hoặc lầm rằng đã phát hiện ra) nó đã được sử dụng cho một đơn vị phân loại khác. Lần sử dụng thứ hai này là không hợp lệ (cũng như tất cả các lần tiếp theo) và tên của nó phải được thay thế bằng một tên khác (tên thay thế). Nếu như lầm, tên thay thế này thành tên thay thế không cần thiết, và tên tiền hữu được sử dụng. Còn nếu không thì tên thay thế được sử dụng.
- Nomen dubium (tiếng Latinh có nghĩa "tên đáng nghi"): là một tên mô tả một đơn vị phân loại từ một hóa thạch không có đặc điểm nào nổi trội cả. Những tên này thường mang tính chủ quan của người đặt và bị tranh cãi rất nhiều.

## Danh sách
| Chi                  | Người đặt tên                                     | Năm  | Tình trạng     | Kỉ                        | Vị trí                           |
| -------------------- | ------------------------------------------------- | ---- | -------------- | ------------------------- | -------------------------------- |
| Acamptonectes        | Fischer và cộng sự.                               | 2012 | hợp lệ         | Creta sớm tới Creta muộn  | Châu Âu                          |
| Actiosaurus          | Sauvage                                           | 1883 | đang tranh cãi |                           | Châu Âu                          |
| Aegirosaurus         | Bardet Fernández                                  | 2000 | hợp lệ         | Jura muộn                 | Châu Âu                          |
| Anhuisaurus          | Chen                                              | 1985 | đồng nghĩa thứ | N/A                       | N/A                              |
| Arthropterygius      | Maxwell                                           | 2010 | hợp lệ         | Jura muộn                 | Bắc Mĩ                           |
| Athabascasaurus      | Druckenmiller Maxwell                             | 2010 | hợp lệ         | Creta sớm                 | Bắc Mĩ                           |
| Barracudasauroides   | Maisch                                            | 2010 | hợp lệ         | Trias giữa                | Châu Á                           |
| Besanosaurus         | Dal Sasso Pinna                                   | 1996 | hợp lệ         | Trias giữa                | Châu Âu                          |
| Brachypterygius      | von Huene                                         | 1922 | hợp lệ         | Jura muộn                 | Châu Âu                          |
| Californosaurus      | Kuhn                                              | 1934 | hợp lệ         | Trias muộn                | Bắc Mĩ                           |
| Callawayia           | Maische Matzke                                    | 2000 | hợp lệ         |                           |                                  |
| Caypullisaurus       | Fernández                                         | 1997 | hợp lệ         | Jura muộn tới Creta sớm   | Nam Mĩ                           |
| Chacaicosaurus       | Fernández                                         | 1994 | hợp lệ         |                           | Nam Mĩ                           |
| Chaohusaurus         | Young Dong                                        | 1972 | hợp lệ         | Trias sớm                 | Châu Á                           |
| Chensaurus           | Mazin Suteethorn Buffetaut Jaeger Helmcke-Ingavat | 1991 | đồng nghĩa thứ | N/A                       | N/A                              |
| Chonespondylus       | Leidy                                             | 1868 | hợp lệ         | Trias giữa                |                                  |
| Contectopalatus      | Maische Matzke                                    | 1998 | đang tranh cãi | Trias giữa                | Châu Âu                          |
| Cryopterygius        | Druckenmiller và cộng sự.                         | 2012 | hợp lệ         | Jura muộn                 | Châu Âu                          |
| Cymbospondylus       | Leidy                                             | 1868 | hợp lệ         | Trias sớm tới Trias giữa  |                                  |
| Delphinosaurus       | Merriam                                           | 1905 | đồng nghĩa thứ | N/A                       | N/A                              |
| Eurhinosaurus        | Abel                                              | 1909 | hợp lệ         | Jura sớm                  | Châu Âu                          |
| Eurypterygius        | Jaekel                                            | 1904 | đồng nghĩa thứ | N/A                       | N/A                              |
| Excalibosaurus       | McGowan                                           | 1986 | hợp lệ         | Jura sớm                  |                                  |
| Grendelius           | McGowan                                           | 1976 | đồng nghĩa thứ | N/A                       | N/A                              |
| Grippia              | Wiman                                             | 1930 | hợp lệ         | Trias sớm                 | Châu Á Greenland Nhật Bản Bắc Mĩ |
| Gulosaurus           | Cuthbertson và cộng sự.                           | 2013 | hợp lệ         | Trias sớm                 | Bắc Mĩ                           |
| Guizhouichthyosaurus | Cao Luo                                           | 2000 | hợp lệ         | Trias muộn                | Châu Á                           |
| Himalayasaurus       | Young Dong                                        | 1972 | hợp lệ         | Trias muộn                | Châu Á                           |
| Hudsonelpidia        | McGowan                                           | 1995 | hợp lệ         | Trias muộn                |                                  |
| Hupehsuchus          | Carroll Dong                                      | 1991 | hợp lệ         | Trias giữa                | Châu Á                           |
| Ichthyosaurus        | De la Beche Conybeare                             | 1821 | hợp lệ         | Jura sớm                  |                                  |
| Isfjordosaurus       | Motani                                            | 1999 | hợp lệ         |                           |                                  |
| Janusaurus           | Roberts và cộng sự.                               | 2014 | hợp lệ         | Jura muộn                 | Châu Âu                          |
| Leninia              | Fischer và cộng sự.                               | 2014 | hợp lệ         | Creta sớm                 | Châu Âu                          |
| Leptocheirus         | Merriam                                           | 1903 | hợp lệ         |                           |                                  |
| Leptonectes          | McGowan                                           | 1996 | hợp lệ         |                           | Châu Âu                          |
| Leptopterygius       | Huene                                             | 1922 | hợp lệ         | Trias muộn tới Jura sớm   |                                  |
| Macgowania           | Motani                                            | 1999 | hợp lệ         |                           |                                  |
| Macropterygius       | Huene                                             | 1923 | đồng nghĩa thứ | N/A                       | N/A                              |
| Maiaspondylus        | Maxwell Caldwell                                  | 2006 | hợp lệ         | Creta muộn                | Bắc Mĩ                           |
| Malawania            | Fischer và cộng sự.                               | 2013 | hợp lệ         | Creta sớm                 | Châu Á                           |
| Merriamia            | Boulenger                                         | 1904 | đồng nghĩa thứ | N/A                       | N/A                              |
| Metashastasaurus     | Nicholls Manabe                                   | 2001 | đồng nghĩa thứ | N/A                       | N/A                              |
| Mikadocephalus       | Maisch Matzke                                     | 1998 | hợp lệ         |                           | Châu Âu                          |
| Mixosaurus           | Baur                                              | 1887 | hợp lệ         | Trias giữa                |                                  |
| Mollesaurus          | Fernandez                                         | 1999 | hợp lệ         | Jura giữa                 | Nam Mĩ                           |
| Myopterygius         | von Huene                                         | 1922 | đồng nghĩa     |                           |                                  |
| Nanchangosaurus      | Wang                                              | 1959 | hợp lệ         | Trias giữa                |                                  |
| Nannopterygius       | Huene                                             | 1922 | hợp lệ         | Jura muộn                 | Châu Âu                          |
| Omphalosaurus        | Merriam                                           | 1906 | hợp lệ         | Trias sớm                 | Châu Âu                          |
| Ophthalmosaurus      | Seeley                                            | 1874 | hợp lệ         | Jura giữa tới Jura muộn   | Châu Âu Bắc Mĩ Nam Mĩ            |
| Otschevia            | Efimov                                            | 1997 | đồng nghĩa thứ | N/A                       | N/A                              |
| Palvennia            | Druckenmiller và cộng sự.                         | 2012 | hợp lệ         | Jura muộn                 | Châu Âu                          |
| Panjiangsaurus       | Chen Chang                                        | 2003 | đồng nghĩa thứ | N/A                       | N/A                              |
| Paraophthalmosaurus  | Arkhangelsky                                      | 1997 | đồng nghĩa thứ | N/A                       | N/A                              |
| Parvinatator         | Nicholls Brinkman                                 | 1995 | hợp lệ         |                           |                                  |
| Pessopteryx          | Wiman                                             | 1910 | hợp lệ         |                           |                                  |
| Pessosaurus          | Wiman                                             | 1910 | hợp lệ         | Trias giữa                |                                  |
| Phalarodon           | Merriam                                           | 1910 | hợp lệ         | Trias giữa                | Châu Á                           |
| Phantomosaurus       | Maisch Matzke                                     | 2000 | hợp lệ         |                           |                                  |
| Platypterygius       | Kuhn                                              | 1946 | hợp lệ         | Creta muộn                |                                  |
| Plutonisaurus        | Efimov                                            | 1997 | đồng nghĩa thứ | N/A                       | N/A                              |
| Proteosaurus         | Home                                              | 1819 | đồng nghĩa thứ | N/A                       | N/A                              |
| Protoichthyosaurus   | Appleby                                           | 1979 | đồng nghĩa thứ | N/A                       | N/A                              |
| Qianichthyosaurus    | Li                                                | 1999 | hợp lệ         |                           |                                  |
| Sangiorgiosaurus     | Brinkmann                                         | 1998 | hợp lệ         |                           |                                  |
| Shastasaurus         | Merriam                                           | 1895 | hợp lệ         | Trias giữa tới Trias muộn | Châu Á Châu Âu Bắc Mĩ            |
| Shonisaurus          | Camp                                              | 1976 | hợp lệ         | Trias muộn                | ?Châu Á Bắc Mĩ                   |
| Simbirskia           | Otschev Efimov                                    | 1985 | hợp lệ         |                           |                                  |
| Simbirskiasaurus     | Otschev Efimov                                    | 1985 | hợp lệ         | Creta sớm                 |                                  |
| Sisteronia           | Fischer và cộng sự.                               | 2014 | hợp lệ         | Creta sớm                 | Châu Âu                          |
| Stenopterygius       | Jaekel                                            | 1904 | hợp lệ         | Jura sớm                  | Châu Âu                          |
| Suevoleviathan       | Maisch                                            | 1998 | hợp lệ         |                           |                                  |
| Svalbardosaurus      | Mazin                                             | 1981 | Nomen dubium   | Trias sớm                 |                                  |
| Sveltonectes         | Fischer Masure Arkhangelsky Godefroit             | 2011 | hợp lệ         | Creta sớm                 | Châu Âu                          |
| Temnodontosaurus     | Lydekker                                          | 1889 | hợp lệ         | Jura sớm                  | Châu Âu                          |
| Thaisaurus           | Mazin Sutetthorn Buffetaut Jaeger Helmcke-Ignavat | 1991 | hợp lệ         |                           |                                  |
| Thalattoarchon       | Fröbisch và cộng sự.                              | 2013 | hợp lệ         | Trias giữa                | Bắc Mĩ                           |
| Toretocnemus         | Merriam                                           | 1902 | hợp lệ         | Trias muộn                |                                  |
| Undorosaurus         | Efimov                                            | 1997 | hợp lệ         | Jura muộn                 | Nga                              |
| Utatsusaurus         | Shikoma                                           | 1978 | hợp lệ         | Trias sớm                 |                                  |
| Wimanius             | Maisch Matzke                                     | 1988 | hợp lệ         |                           |                                  |

|  |
|  |
|  |
|  |
|  |
|  |
|  |
|  |
|  |
|  |
|  |
|  |
|  |
|  |
|  |
|  |
|  |
|  |
|  |
|  |
|  |
|  |
|  |
|  |
|  |
|  |
|  |
|  |
|  |
|  |
|  |
|  |
|  |
|  |
|  |
|  |